# Laura Sárosi
Laura Sárosi (n. 11 nov 1992) és una esportista hongaresa que competeix en bàdminton en la categoria individual. Va ser qualificada per competir en els Jocs Olímpics de 2016 a Rio de Janeiro, Brasil.

## Vida personal
Sárosi va néixer l'11 de novembre de 1992 a Budapest, Hongria.